# 裴定一
裴定一（1941年8月8日—2023年7月20日），著名数论与密码学家，男，出生于山东淄博，籍贯江苏常州，是中国共产党党员，广州大学数学与信息安全研究所创始人，教授；曾任信息安全国家重点实验室学术委员会主任，中国密码学会第一、二届理事长。

## 生平
裴定一于1941年出生在山东省淄博市。裴定一先生在江苏省江阴市接受中小学教育，高中毕业于江苏省著名中学——江苏省南菁高级中学。
1959年，裴定一考入中国科技大学应用数学系，于1964年完成了大学学业，又继续考取本系研究生，师从著名数学家华罗庚教授，研习代数与数论，并取得了成果。1967年裴定一毕业，由于文革爆发，于1968年被分到大庆油田担任石油工人。1977年被调入中国科学院工作。
1978年12月25日，裴定一作为改革开放后中国教育部派出的50名赴美学者中的一员进入普林斯顿大学数学系研习，在普林斯顿大学期间，裴定一随志村五郎教授等人研究模形式，在3/2权模形式基本定理的研究中取得了卓越的成就。
1981年，裴定一回国，并开始逐渐将研究领域从数论转向密码学，他取得的密码学成果先后获得了国家科技进步一等奖和二等奖，其中他在认证码的研究中取得了国际一流的成果。
1984年，裴定一加入中国共产党。
1990年裴定一开始参与筹建中国密码学会，2007年中国密码学会成立后，裴定一担任了第一、二届理事长，2015年，裴定一获得了中国密码学会杰出贡献奖。
1994年，裴定一到广州师范学院（后合并改组为广州大学）任职，后创建了广州大学数学与信息安全研究所，并曾担任广州大学数学系主任、理学院院长。
2019年，裴定一被授予中华人民共和国成立70周年纪念章。
2023年7月20日上午6时45分，裴定一先生因病医治无效在中国广东省广州市逝世，享年83岁，他逝世后广州大学和人民网等中国媒体先后发布了讣告。

## 评价
裴定一被誉为中国密码学界的泰斗，裴定一逝世后，广州大学和多家媒体发表了讣告。
广州大学评价裴定一：“裴定一先生作为中国数论和密码学的著名学者，研究上精益求精，教学上言传身教，其科学精神将永续传承。”

## 人物荣誉
裴定一曾获得三次国家自然科学奖，一次国家科技进步奖，1996年获评“国家级有突出贡献中青年专家”称号。2015年，裴定一获得中国密码学会杰出贡献奖，后担任中国密码学会荣誉理事长。2019年，裴定一被授予中华人民共和国成立70周年纪念章。